# Gerontiusz
Gerontiusz – wódz wojsk zachodniego Cesarstwa Rzymskiego, który początkowo poparł uzurpację Konstantyna III, a później opowiedział się po stronie uzurpatora Maksymusa.

## Życiorys

### Uzurpacja Konstantyna
Gerontiusz był najprawdopodobniej celtyckiego pochodzenia. Był jednym ze zwolenników Konstantyna III, wodza rzymskiego, który w 407 roku zbuntował się przeciwko cesarzowi zachodu, Honoriuszowi, i sam ogłosił się władcą. Po jego stronie opowiedziały się Brytania, Galia, Germania i Hiszpania. 
W 408 roku Gerontiusz brał udział w wyprawie cezara Konstansa II, syna Konstantyna, do Hiszpanii. Prowincja ta znajdowała się wprawdzie pod władzą uzurpatora, ale część tamtejszych możnych, krewnych Honoriusza, zbuntowała się i opowiedziała po stronie władcy z rodu Teodozjusza. Byli to Honoriusz Didymus i Werenianus. Wyprawę prowadził Konstans, ale to Gerontiusz był faktycznym dowódcą wojsk. W czasie walk doszło do dwóch bitew. Gerontiusz poniósł wprawdzie klęskę w pierwszej, ale później udało mu się odnieść druzgocące zwycięstwo na terenie Luzytanii, po którym pojmał przywódców rebelii.
Konstans powrócił z jeńcami do Galli, a Gerontiusz pozostał na półwyspie Iberyjskim, mając do dyspozycji znaczną część armii Konstantyna.

### Uzurpacja Maksymusa
Pod koniec wiosny 409 roku Gerontiusz zbuntował się przeciwko dotychczasowemu suwerenowi, ogłaszając cesarzem Maksymusa, krewnego jednego z jego współpracowników. Przeniósł się z wojskami do Tarraco, ale szybko musiał opuścić to miasto, aby przeciwstawić się nadciągającym wojskom Konstansa, który został niedługo przed tym mianowany augustem. Powody buntu Gerontiusza są bardzo niejasne. 
Chcąc przeciwstawić się nadciągającym przeciwnikom, zawarł sojusz z Frankami, którzy okupowali część Galii. Walki z tym germańskim plemieniem spowolniły Konstansa, ale ostatecznie udało mu się namówić ich do odwrócenia sojuszu i część z nich weszła w skład sił, na czele których ruszył dalej na południe.
Cały rok 410 upłynął na zmaganiach obydwu wodzów, ale już rok później Gerontiusz skutecznie obległ młodego augusta w Vienne. Miasto padło, a Konstans został zabity. Gerontiusz przesunął swoje siły do Arelate (dzisiejsze Arles), gdzie obległ Konstantyna. Oblężenie chyliło się ku końcowi i kapitulacja cesarza zdawała się być nieunikniona, ale uratowało go przybycie sił rzymskich dowodzonych przez Konstantynusa, jednego z dowódców Honoriusza. Mając wrogów z dwóch stron, większość żołnierzy Gerontiusza zdezerterowała do Konstantyna, przysięgając mu wierność. Gerontiusz z wierną sobie garstką cudem przebił się przez siły wroga i zbiegł do Hiszpanii.
Kiedy jednak reszta jego wojsk, obozujących za Pirenejami, dowiedziała się o klęsce, pozostali dowódcy uknuli spisek przeciwko swojemu byłemu liderowi. Otoczyli jego siedzibę i zaatakowali. Według relacji Sozomenosa Gerontiusz bronił się strzelając do swych prześladowców z łuku, jednak kiedy skończyły mu się strzały, był bezradny. Spiskowcy podpalili jego dom, wobec czego popełnił samobójstwo zabijając uprzednio swoją żonę.